# Boardwalk Empire (1.ª temporada)
A primeira temporada da série televisiva Boardwalk Empire estreou em 19 de setembro de 2010 e foi encerrada em 5 de dezembro de 2010, sendo composta por 12 episódios. A série foi criada por Terence Winter e baseada no romance Boardwalk Empire: The Birth, High Times and Corruption of Atlantic City de Nelson Johnson. Centrada em Atlantic City, Nova Jérsei, durante a Era da Proibição, a série é estrelada por Steve Buscemi como o influente Enoch Thompson. Os eventos retratados na primeira temporada decorrem entre janeiro e novembro de 1920, começando com a aprovação da Lei Seca e terminando com a eleição presidencial de 1920.
O primeiro episódio, com um custo total de 18 milhões de dólares e dirigido por Martin Scorsese, foi o episódio piloto mais caro produzido na história da televisão.
A primeira temporada recebeu avaliações positivas, principalmente por seus efeitos visuais e veracidade histórica. No website agregador de críticas Metacritic, a primeira temporada obteve 88/100 pontos com base em 30 análises, o que indica "aprovação geral". O American Film Institute classificou Boardwalk Empire como um dos dez "melhores programas de televisão do ano de 2010".

## Elenco e personagens
- Steve Buscemi como Enoch "Nucky" Thompson
- Michael Pitt como James "Jimmy" Darmody
- Kelly Macdonald como Margaret Schroeder
- Michael Shannon como Nelson Van Alden
- Shea Whigham como Elias "Eli" Thompson
- Aleksa Palladino como Angela Darmody
- Michael Stuhlbarg como Arnold Rothstein
- Stephen Graham como Al Capone
- Vincent Piazza como Charlie Luciano
- Paz de la Huerta como Lucy Danziger
- Michael Kenneth Williams como Albert "Chalky" White
- Anthony Laciura como Eddie Kessler
- Paul Sparks como Michael "Doyle" Kozik
- Dabney Coleman como Comodoro Louis Kaestner

## Episódios
| N.º na série | N.º na temp. | Título                | Dirigido por       | Escrito por                    | Lançamento             |
| --- | ------------ | --------------------- | ------------------ | ------------------------------ | ---------------------- |
| 1 | 1            | "Boardwalk Empire"    | Martin Scorsese    | Terence Winter                 | 19 de setembro de 2010 |
| No início da Lei Seca em janeiro de 1920, Enoch "Nucky" Thompson, tesoureiro do Condado de Atlantic, trama um esquema para enriquecer junto com seus associados com contrabando de bebidas alcoólicas, entrando em acordos com Arnold Rothstein e Charlie "Lucky" Luciano. Nucky é abordado pela bela e grávida Margaret Schroeder, que quer sua ajuda para encontrar um emprego para seu marido abusivo. Jimmy Darmody, ex-protegido de Nucky, retorna da Primeira Guerra Mundial com ideias ambiciosas sobre seu futuro e forja uma aliança improvável que pode ter sérias consequências para ele e Nucky.                                    |              |                       |                    |                                |                        |
| 2 | 2            | "The Ivory Tower"     | Tim Van Patten     | Terence Winter                 | 26 de setembro de 2010 |
| Nucky recebe a visita do agente Nelson Van Alden, que suspeita que ele tenha usado um bode expiatório em seus crimes. Após usar sua surpreendente sorte para comprar presentes para sua esposa Angela e sua mãe Gillian, Jimmy é forçado a pagar a Nucky uma quantia maior de dinheiro. Margaret é visitada por Van Alden e pelo irmão de Nucky, o Xerife Elias Thompson, cada um buscando uma versão diferente sobre a morte de seu marido. Após o funeral de James "Big Jim" Colosimo, Al Capone tem um encontro violento com um repórter curioso. Nucky contempla a próxima eleição com seu mentor envelhecido, Louis "o Comodoro" Kaestner. |              |                       |                    |                                |                        |
| 3 | 3            | "Broadway Limited"    | Tim Van Patten     | Margaret Nagle                 | 3 de outubro de 2010   |
| Nucky faz um acordo com o gângster afro-americano Chalky White para lidar com a distribuição de uísque contrabandeado, uma decisão que rapidamente se torna fatal para a gangue de Chalky. Margaret consegue um emprego em uma butique com a ajuda de Nucky e cruza o caminho de sua amante Lucy. Através de um interrogatório brutal, o Agente Van Alden descobre que Jimmy esteve envolvido no tiroteio na floresta, o que força Nucky a tomar uma decisão sobre o futuro de Jimmy em Atlantic City. |              |                       |                    |                                |                        |
| 4 | 4            | "Anastasia"           | Jeremy Podeswa     | Lawrence Konner Margaret Nagle | 10 de outubro de 2010  |
| Nucky comemora seu aniversário enquanto tenta aumentar sua influência sobre o Prefeito de Jersey City e um Senador dos Estados Unidos. Margaret é encarregada de entregar um vestido para Lucy e rouba uma lingerie. Chalky se vinga de um líder local da Ku Klux Klan por um linchamento. Jimmy e Al Capone expandem suas operações comerciais tomando territórios de um gângster irlandês local, resultando em consequências cruéis para Pearl, uma prostituta protegida por Jimmy. Luciano se interessa por Gillian enquanto procura Jimmy a pedido de Rothstein.                                                                            |              |                       |                    |                                |                        |
| 5 | 5            | "Nights in Ballygran" | Alan Taylor        | Lawrence Konner                | 17 de outubro de 2010  |
| Nucky se prepara para o Dia de São Patrício, mas está em desacordo com um Eli cada vez mais antagônico. O ataque a Pearl tem consequências devastadoras para ela e Jimmy. Gillian propõe a Angela, mãe do filho de Jimmy, que ela assuma a criação da criança. Margaret, sentindo-se menosprezada por Nucky, passa informações para o Agente Van Alden que atrapalham suas parcerias de negócios e seu jantar anual – uma decisão que leva a um tenso encontro noturno entre os dois. |              |                       |                    |                                |                        |
| 6 | 6            | "Family Limitation"   | Tim Van Patten     | Howard Korder                  | 24 de outubro de 2010  |
| Nucky investiga um roubo no píer contra um de seus encarregados, o que o leva a confrontar diretamente Luciano – que está tendo um caso com Gillian. Margaret abraça seu novo papel como amante de Nucky, o que lhe dá coragem para enfrentar Lucy. Jimmy marca pontos com Johnny Torrio e antagoniza Al Capone em Chicago com sua solução definitiva para a disputa de gangues de Sheridan. Van Alden luta com as instruções de seu superior e sua crescente obsessão por Margaret. |              |                       |                    |                                |                        |
| 7 | 7            | "Home"                | Allen Coulter      | Tim Van Patten Paul Simms      | 31 de outubro de 2010  |
| Nucky elimina memórias dolorosas da infância ao vender a casa de seu pai. Jimmy forma uma aliança com Richard Harrow, um antigo atirador do Exército fortemente sequelado pela guerra, o que lhe permite buscar justiça contra o homem que desfigurou Pearl. Luciano e Meyer Lansky, protegido de Rothstein, entram em uma aliança com os Irmãos D'Alessio para criar um novo negócio de contrabando, financiado pelo roubo de empreendimentos comerciais de Nucky. Angela Darmody persegue um novo caso de amor, enquanto Lucy e o Comodoro ficam agitados com a falta de atenção de Nucky.                                                    |              |                       |                    |                                |                        |
| 8 | 8            | "Hold Me in Paradise" | Brian Kirk         | Meg Jackson                    | 7 de novembro de 2010  |
| Nucky visita Chicago para a Convenção Nacional Republicana e fica intrigado com a popularidade de Warren G. Harding sobre os candidatos mais estabelecidos. A gangue de D'Alessio se muda para o território de Nucky às custas de Eli, que está cuidando dos assuntos de seu irmão. Margaret se vê envolvida nos negócios de Nucky, enquanto Van Alden luta com o desejo de sua esposa por um filho. Rothstein se prepara para problemas legais sobre seu papel na World Series de 1919. Nucky pede a Jimmy que retorne a Atlantic City para reforçar sua posição.                                                                              |              |                       |                    |                                |                        |
| 9 | 9            | "Belle Femme"         | Brad Anderson      | Steve Kornacki                 | 14 de novembro de 2010 |
| Nucky é forçado a rever suas alianças políticas por causa de um candidato a prefeito Democrata que promete acabar com a corrupção. Jimmy retorna de Chicago para lidar com a gangue de D'Alessio, que se aliou a Rothstein para importar uísque da Europa através de Atlantic City, mas é preso pelo Agente Van Alden após o massacre na floresta. Margaret pede a Nucky por Madame Jeunet, enquanto Angela encontra suas ambições românticas e artísticas interrompidas pelo retorno de Jimmy. |              |                       |                    |                                |                        |
| 10 | 10           | "The Emerald City"    | Simon Cellan Jones | Lawrence Konner                | 21 de novembro de 2010 |
| Nucky pede a ajuda de Margaret para apoiar seu candidato a prefeito com a aprovação do direito das mulheres ao voto, deixando-a em conflito sobre seu papel crescente como sua amante. Doyle muda de lado de Rothstein para Nucky, o que o leva a conspirar com Chalky contra Lansky e os D'Alessios. Angela testemunha o lado violento de Jimmy contra seu amigo fotógrafo e planeja um futuro melhor com sua esposa. Van Alden lida com suas emoções e tem encontros repentinos com Margaret e Lucy. |              |                       |                    |                                |                        |